# سونی اینتراکتیو انترتینمنت
سونی اینتراکتیو اِنتِرتِینمِنت (به انگلیسی: Sony Interactive Entertainment) (به اختصار انگلیسی: SIE) شرکت بزرگ چندملیتی آمریکایی در صنعت بازی‌های رایانه‌ای که متخصص در زمینه‌های مختلف صنعت سرگرمی و بازی‌های رایانه‌ای و تحقیق و توسعه می‌باشد و به‌طور کلی وابسته و بخشی از خدمات شرکت سونی است.
یکسال قبل از انتشار نخستین کنسول خانگی پلی‌استیشن، این شرکت در ۱۶ نوامبر سال ۱۹۹۳ در توکیو، ژاپن تأسیس شد. بخش سرگرمی‌های رایانه‌ای سونی کارهایی شامل تحقیق و توسعه، تولید و فروش سخت‌افزار و نرم‌افزارهای مرتبط با کنسول‌های قابل حمل و خانگی پلی‌استیشن را انجام می‌دهد.
این شرکت همچنین سازنده و ناشر عنوان‌های بزرگ بازی ویدئویی می‌باشد و خود متشکل از چندین شرکت‌های وابسته است که بزرگ‌ترین بازارهای این شرکت شامل: آمریکای شمالی، اروپا و آسیا را پوشش را می‌دهد.

## ادغام
در تاریخ ۲۶ ژانویه ۲۰۱۶ شرکت سونی دو بخش سونی کامپیوتر اِنترتینمنت، و سونی نتورک اِنترتینمنت را در یک واحد تحت نام سونی اینتراکتیو اِنترتینمنت (بخش سرگرمی‌های تعاملی سونی) ادغام کرد که تا امروز به این نام فعالیت می‌کند. سونی اینتراکتیو انترتینمنت مسئول تمام کنسول‌های پلی استیشن از جمله توسعه کنسول‌های پلی استیشن ۵ وپلی‌استیشن ۴ و پلی‌استیشن وی‌آر است.